# Bagdadia
Bagdadia é um gênero de traça pertencente à família Agonoxenidae.